# Robbie (povídka)
Robbie (anglicky „Robbie“ nebo „Strange Playfellow“) je vědeckofantastická povídka spisovatele Isaaca Asimova, která vyšla v září 1940 v časopise Super Science Stories. Byla následně zařazena do sbírek I, Robot (1950), The Complete Robot (1982) a Robot Visions (1990). Česky vyšla ve sbírkách Já, robot (Triton, 2004) a Robohistorie I. (Triton, 2004) 
„Robbie“ je vůbec první autorova povídka o robotech. V příběhu se jako šestnáctiletá dívka krátce mihne i Susan Calvinová , pozdější robopsycholožka fiktivní společnosti na výrobu robotů (Americká korporace robotů a mechanických lidí - v anglickém originále US Robots and Mechanical Men), nicméně tato pasáž byla do povídky přidána později, v původní verzi se neobjevuje.
Povídka reaguje na technofobii (fobie z vyspělé techniky, např. z počítačů) a snaží se o zmírnění tzv. Frankensteinova komplexu (strach z umělých bytostí). Ve 30. letech 20. století byli roboti vyobrazováni ve vědeckofantastické literatuře téměř výlučně jako hrozba - výtvor člověka, který se obrátí proti svému tvůrci. Isaac Asimov ve své tvorbě toto dogma bourá, uvádí na scénu roboty, kteří nejsou schopni vzpoury (zejména kvůli třem zákonům robotiky) a člověk v nich má oporu.

## Historie povídky
V lednovém čísle sci-fi časopisu z roku 1939 Amazing Stories vyšla povídka „Já, robot“ o sympatickém robotovi od autora s pseudonymem Eando Binder, která Isaaca Asimova ovlivnila. Ještě předtím četl v prosinci 1938 v časopise Astounding Science Fiction povídku „Helen O´Loy“ od Lestera Del Reye s podobným námětem. 10. května 1939 se Asimov pustil do psaní své první povídky o robotech, trvalo mu 2 týdny, než ji dokončil. Jmenovala se „Robbie“ a byla velmi podobná „Helen O´Loy“. Frederik Pohl doporučil redaktorovi Astounding Science Fiction Johnu W. Campbellovi, aby ji z tohoto důvodu netiskl. Otiskl ji až samotný Pohl v září 1940 poté, co se sám stal redaktorem sci-fi časopisu Super Science Stories, avšak pod odlišným názvem „Strange Playfellow“ (Isaacovi Asimovovi se tento název nelíbil). V povídce se objevil náznak prvního zákona robotiky - v momentě kdy George Weston brání robota před svou ženou, když říká:„Nemůže být jiný než věrný, milující a laskavý. Je to stroj - je tak vyrobený“. Tím je naznačeno, že roboti jsou vyráběni se zabudovanými bezpečnostními mechanismy.

## Postavy
- Glorie Westonová - dcera
- George Weston - otec Glorie
- Grace Westonová - matka Glorie
- RB „Robbie“ - robot
- Susan Calvinová
- Lawrence Robertson - spoluzakladatel firmy na výrobu robotů Americká korporace robotů a mechanických lidí (AKRaML, anglicky US Robots and Mechanical Men)
- Struthers - výrobní náměstek v AKRaML

## Děj
V roce 1996 (v původní časopisecké verzi povídky je to rok 1982) manželé Westonovi pořídí své malé dceři Glorii robota série RB (pojmenovaného „Robbie“). Gloriina matka Grace je ten typ člověka, který hledí především na to, co si o ní a její rodině myslí okolí. Když se objeví na trhu novinka - roboti opatrovníci / chůvy pro děti, souhlasí s koupí, protože je to prestižní a módní záležitost. Avšak když se veřejné mínění obrátí proti robotům (předsudky, náboženský fanatismus), tlačí na svého manžela George, ať se robota zbaví. Jejím argumentem je, že Glorie si hraje pouze s robotem a nestýká se téměř vůbec s ostatními dětmi.
Je to pravda, Glorie svého robota Robbieho miluje, hraje si s ním na schovávanou, nechá se od něj nosit a čte mu pohádky. Vůbec jí nevadí, že Robbie nemá jednotku řeči (nemluví) a vydává pouze mechanické zvuky. George Weston zpočátku nechce o vrácení robota ani slyšet, ale když naléhání manželky nepolevuje, po 2 letech od jeho zakoupení se podvolí. Vezme svou dceru na visivoxové představení, zatímco Grace mezitím zařídí vrácení robota do továrny a pořídí Glorii psa - kolii. Když se Glorie s otcem vrátí domů a nenajde svého oblíbeného robota, je zklamaná a nepotěší ji ani nový pes. Chce svého kamaráda zpátky. Dlouhou dobu se trápí, o kolii nejeví zájem, je často duchem nepřítomná. Matka si nechce přiznat svou chybu a vymyslí pro Glorii výlet do New Yorku. Tento nápad dceru potěší, myslí si totiž, že pojedou do velkoměsta pátrat po Robbiem. George opustí na měsíc svůj podnik, aby se společně s manželkou pokusil v New Yorku rozptýlit Glorii všelijakými atrakcemi, zkrátka přivést ji na jiné myšlenky, aby na robota zapomněla. Tento plán se nezdaří, i když se ji matka snaží v maximální míře izolovat od robotů, ti ji stále přitahují. Vrcholem je návštěva muzea vědy a techniky, kde Glorii upoutá velký mluvící robot, jenž zde je umístěn kvůli reklamě. Dívka se jej zeptá, kde by našla Robbieho, čímž robotovi způsobí dilema (uvědomí si, že není jediný exemplář), což jej poškodí. Když ji rodiče konečně najdou, Glorie se rozpláče steskem po svém oblíbeném robotovi.
George Weston se rozhodne vzít dceru do továrny na výrobu robotů. Myslí si, že když Glorie uvidí, že Robbie není člověk (Glorie si Robbieho značně polidštila) ale jen stroj, mohla by na něj snáze zapomenout. Domluví prohlídku výrobní haly s panem Robertsonem, spoluzakladatelem AKRaML. Během prohlídky je doprovází výrobní náměstek pan Struthers, velmi hovorný člověk. George Weston vyjádří přání vidět dílnu, kde roboti vyrábí jiné roboty. Tady Glorie spatří svého Robbieho, přeskočí zábradlí a utíká k němu. Nevšimne si projíždějícího lokotraktoru, který se na ni řítí. Robbie zareaguje včas a dívku těsně před projíždějícím strojem strhne stranou a zachrání ji. Grace podezřívá svého manžela, že toto setkání naaranžoval, a má pravdu. Robbie nebyl zkonstruován pro práci na výrobě jiných robotů, ale George Weston nemohl tušit, jak dramatické bude setkání jeho dcery s milovaným robotem. Když Grace pochopí, že robotovi jde v prvé řadě o bezpečí Glorie (první zákon robotiky), souhlasí, aby si ho ponechala:
„Ať tedy zůstane u nás, dokud nezreziví.“